# Parafia Najświętszego Serca Pana Jezusa w Wysokiej (diecezja sosnowiecka)
Parafia Najświętszego Serca Pana Jezusa w Wysokiej – parafia rzymskokatolicka, znajdująca się w diecezji sosnowieckiej, w dekanacie łazowskim.